# Miloš Jokić
Miloš Jokić (in serbo Милош Јокић?; Čačak, 7 giugno 1987) è un calciatore serbo, centrocampista del Koufalia.

## Carriera

### Club
Ha giocato nella massima serie dei campionati bosniaco, serbo, ungherese ed ucraino.